# Міжнародна асоціація барменів
Міжнародна асоціація барменів (МАБ, або ІБА від англ. International Bartenders Association, IBA) — міжнародна організація, створена як представницький орган найкращих барменів. Асоціація створена 24 лютого 1951 року в салоні Ґранд готелю в місті Торкі, Англія. МАБ є законодавцем коктейльної класики і регламентує діяльність барменів у всьому світі.
МАБ виступає організатором двох конкурсів: Всесвітнє змагання коктейлів (ВЗК) та Всесвітнє флейрингове змагання (ВФЗ). МАБ також санкціонує список офіційних коктейлів.
Щороку змагання проводяться в різних місцевостях. Наприклад, у 2006 році змагання проходили у Готелі Порто Каррас Мелітон міта Халкідікі, Греція від 6 Жовтень 2006 (32-й щорічній ВЗК) по 7 жовтня 2006 року (7-й щорічній ВФЗ).
Коктейлі МАБ вказуються у сантилітрах (сл), а не в звичайних мілілітрах (мл).